# Трубин, Анатолий Георгиевич
Анатолий Георгиевич Трубин (1876—1945) — русский офтальмолог, заслуженный деятель науки, доктор медицины, профессор Азербайджанского медицинского института.

## Биография
Родился 20 апреля 1876 года в Перми. Окончил 1-ю мужскую гимназию (1895), а затем Императорскую военно-медицинскую академию (1900).
До 1906 года служил врачом 149-го пехотного Черноморского полка. Затем работал в глазной клинике Казанского университета помощником заведующего глазным отделением попечительства о слепых.
В 1911 году защитил диссертацию на степень доктора медицины. С 1912 по 1914 годы работал ассистентом в глазной клинике Варшавского университета. С 1914 по 1915 годы служил врачом военного госпиталя. В 1916 году был избран приват-доцентом медицинского факультета Московского университета.
В 1918 году служил в рядах РККА — заведовал глазным отделением Петроградского военного госпиталя.
В 1920 году организовал кафедру глазных болезней в Туркистанском государственном университете в городе Ташкенте. В 1923 — избран директором глазной клиники Азербайджанского университета, сменив на этой должности выдающегося учёного — К. Х. Орлова.
С 1936 по 1938 годы — декан педиатрического факультета Азербайджанского медицинского института.
В 1939 году — депутат Бакинского городского Совета депутатов трудящихся. С 1941 года работал старшим научным сотрудником Азербайджанской академии наук.
Умер 9 февраля 1945 года.

## Звания
- Заслуженный деятель науки Азербайджанской ССР (1940).